# 판텔레이몬 포노마렌코
판텔레이몬 콘드라티예비치 포노마렌코(러시아어: Пантелеймо́н Кондра́тьевич Пономаре́нко; 우크라이나어: Пантелеймо́н Кіндрáтович Пономарéнко, 1902년 8월 9일 ~ 1984년 1월 18일)는 소련의 정치인이자 벨라루스 내 소련 당파 저항의 지도자 중 한 명이었다. 그는 벨로루시 소비에트 사회주의 공화국와 카자흐 소비에트 사회주의 공화국의 지도적 지위를 포함하여 소비에트 정부 내의 다양한 직책에서 행정관으로 일했다.

## 어린 시절
포노마렌코는 쿠반주 쿠토르 셸코프스키에서 하리코프현 출신의 우크라이나인 농민 집안에서 태어났다. 이미 12살 때 그는 작업장에 견습생으로 들어갔고, 그 후 대장장이로 재교육을 받았다. 1918년에 그는 붉은 군대에 징집되었고, 다른 소식통에 따르면 그는 자원했다. 그는 러시아 내전에 참전했고 백군의 예카테리노다르 방어에 참여했다. 1919년부터 그는 북캅카스에서 유전과 철도 운송에서 일했다. 1922년부터 1926년까지 쿠반에서 콤소몰과 함께 일했다. 1925년 소련 공산당의 당원이 되었고, 같은 해 아조프-흑해 지역의 지역 당위원회에서 아지트프롭 부서장으로 승인되었다.

## 경력
1927년 크라스노다르 랍파크를 졸업하고 같은 해에 모스크바 교통 기술 연구소에 들어갔다. 1930년부터 그는 탐보프에 있는 미추린스키 증기 기관차 수리 공장에서 증기 기관차를 인수하는 검사관으로 일했다. 1931년부터 1932년까지 그는 공부를 계속했고, 1932년에 MIIT에서 설립된 모스크바 전기기계 기술 연구소를 졸업했다. 졸업 후, 그는 모스크바 교통 기술 연구소 소장의 조수로 일했다.
1932년부터 1937년까지 그는 벨라루스 군관구, 모스크바 군관구, 독립 붉은 깃발 극동군에서 대대장으로 복무했다. 1936년, 그는 전연합 전기 기술 연구소의 설계국의 기술자로 임명되었고, 그 연구소의 당 위원회의 비서로 임명되었다. 1938년 소련 공산당 서기국 기구에서 근무했다.

## 사망
포노마렌코는 1984년 1월 18일 사망했다. 그는 모스크바의 노보데비치 묘지에 묻혔다.